# 글로스터 공자 윌리엄
글로스터 공자 윌리엄(영어: Prince William of Gloucester, 1941년 12월 18일 ~ 1972년 8월 28일)는 조지 5세의 손자이자 엘리자베스 2세 여왕의 친사촌이었다. 태어날 때 그는 왕위 계승 서열 4위였고, 그가 사망할 때 그는 서열 9위였다.
케임브리지와 스탠퍼드를 졸업한 그는 라고스와 도쿄에서 근무하던 외무부에 들어갔고, 왕실의 직무를 맡기 위해 돌아왔다. 그는 파이퍼 항공기를 조종하고, 사하라 사막을 트레킹하고, 열기구를 타는 등 활발한 삶을 살았다.
그는 조지 3세의 가장 최근 후손으로 유전성 포르피린증 진단을 받았는데, 이는 조지 3세의 정신적 쇠약을 초래한 질병으로 추측된다.
윌리엄 공자는 1972년 30세의 나이로 경기에서 자신의 비행기를 조종하던 중 항공기 추락 사고로 사망했다.